# 音羽 (防護巡洋艦)
音羽（おとわ、旧仮名:おとは）は、日本海軍の防護巡洋艦。
艦名は滝の名で、清水寺の南崖にある「音羽の滝」による。
また片桐は山の名でもあるとし、京都府と滋賀県の府県境にある「音羽山」や京都東山三十六峰の一つで山腹に清水寺(山号は「音羽山」)のある「音羽山」の2山を艦名の候補に上げている。

## 計画
第二期拡張計画で建造予定の艦艇の中に明治35年(1902年)度から3年間で建造予定の水雷砲艦2隻があったが、駆逐艦の進歩によって1901年(明治34年)の時点で水雷砲艦自体の価値が下がっていた。
また清国、韓国での居留人民保護の任務の艦が将来的に更に必要とされることが明らかであり、同年1月25日に水雷砲艦2隻の建造取り止めと、その予算で巡洋艦1隻、浅喫水砲艦1隻の製造が上申された。
巡洋艦には戦時の偵察通信などの任務も期待された。
同年3月1日付けで水雷砲艦2隻の建造取り止めと三等巡洋艦1隻、浅喫水砲艦1隻(後の「宇治」)の建造が決まった。
三号三等巡洋艦として、予算1,423,730.75円が予定された。

## 艦型
新高型防護巡洋艦(「新高」「対馬」)の準姉妹艦であるが、排水量は約1割減の3,000トンとされた。
新高型と比べて防御と兵装の重量を減少させ、浮いた重量を機関重量に充てて速力を21ノットに向上させた。
当時の巡洋艦としては高速であり、通報艦に近いものだった。

### 機関
艦政本部第四部が設計した。
機関は「新高」「明石」とほぼ同様で、中圧と低圧2筒の滑弁の形状を変更、直立螺旋形管加熱器3基を新たに装備した。
日本海軍の(狭義の)軍艦で初めて艦本式ボイラーを搭載した。

### 燃料
- 計画:石炭庫量600ロングトン (610 t)[9]。
- 1904年時:石炭満載678.000 t[14]。
- 日露戦争時の調査:石炭774.240ロングトン (786.664 t)が搭載可能[20]。

### 兵装
砲熕兵装は以下の砲が装備された。
- 6インチ(15cm)速射砲 2門
- 4.7インチ(12cm)速射砲 6門
- 12ポンド(3インチ)速射砲 4門
- マキシム機砲 2基

主砲は新設計の45口径15cm速射砲2門の装備が計画されていたが、各種試験が竣工に間に合わないため、従来の40口径15cm速射砲2門に変更された。
新高型と同様に雷装は装備されなかった。

## 艦歴

### 建造
1903年 (明治36年) 1月6日横須賀海軍造船廠で起工。
10月1日に船体部及機関部製造費予算(1,329,242円)の165,097.37円増額が認許された。
同年11月2日の進水式には明治天皇が臨席し、
三号三等巡洋艦を「音羽」と命名、
「音羽」は午後2時に進水した。
同日「音羽」は三等巡洋艦に類別された。
竣工を急ぐため、
1904年 (明治37年) 9月1日に機関試運転と砲熕公試の一部省略が訓令され、
公試運転は自然通風全力のみを実施、
砲熕公試は3日と5日の2日間のみ行われた。
「音羽」は9月6日に竣工した。

### 日露戦争
竣工後直ちに日露戦争に投入された。
同日(9月6日)付で第一艦隊に編入、
9月8日に横須賀を出港、神戸港を経由し、
佐世保を14日に出港、
16日に黄海で第一艦隊と合流し第3戦隊に編入された。
以後「音羽」は対馬海峡警備に従事した。
1905年 (明治38年) 1月6日に佐世保に一時帰国した。
2月20日竹敷を出港、3月22日竹敷に一時帰国、
4月9日竹敷を出港、4月28日尾崎に一時帰国、
5月22日尾崎を出港、5月25日尾崎に一時帰国、
5月26日尾崎を出港した。
5月27日から28日の日本海海戦に参加、激しい砲撃戦でかなりの損傷をしたが沈没は免れた。28日には「新高」とともにロシア巡洋艦「スヴェトラーナ」と交戦し、撃沈。その際2発被弾し、死者4名を出した。続いて両艦は第四戦隊とともにロシア装甲巡洋艦「ドミトリー・ドンスコイ」と交戦し、「音羽」は1発被弾して重傷者2名を出した。
5月30日尾崎に一時帰国したが同日に同地を出港、
6月21日尾崎に一時帰国した。
7月4日竹敷を出港、翌5日尾崎に到着した。
8月11日尾崎を出港、4月28日竹敷に一時帰国した。
8月24日竹敷を出港、9月22日竹敷に一時帰国した。
10月8日竹敷を出港、10月11日竹敷に帰国した。

### 外国航海
1906年 (明治39年) 6月25日に蠣浦島を出港し、韓国沿岸の航海に向かった。
7月6日に竹敷に一時帰国、8日に同地を出港し、
7月12日に長崎港に帰国した。
1908年 (明治41年) 3月2日に徳山港を出港し、韓国へ向かい、
3月6日佐世保軍港に帰国した。

### 清国警備
1909年 (明治42年) 1月14日に佐世保を出港し、南清の警備を行った。
2月8日馬公に一時帰国、25日に同地を出港した。
7月29日馬公に一時帰国、9月6日に佐世保を出港した。
「音羽」は11月21日呉に帰国した。
1911年 (明治44年) 12月30日竹敷を出港し、北清の警備を行った。
1912年 (明治45年) 6月9日横須賀に一時帰国、20日に同地を出港した。
同年 (大正元年) 8月28日に巡洋艦の等級のうち三等が廃止され、「音羽」は二等に等級が変更された。
9月20日に「音羽」は鳥羽港へ帰国した。

### 修理工事
大正2年度(1913年4月から1914年3月まで)に「音羽」は艦艇復旧修理を行った。
予算145,000円で缶管や復水器管の不良管の交換、機関総検査、船体部修理などが行われた。
その他に送風機に注油装置を追加し回転数を増加、
缶室通風筒を改造して流量の拡大
などの工事も行われた。

### 第一次世界大戦
第一次世界大戦では、青島攻略戦に参加、さらに南シナ海方面の警備に従事した。
1914年 (大正3年) 
8月24日佐世保を出港、26日に同地に一時帰国した。
8月28日佐世保を出港、9月5日に同地に一時帰国した。
9月12日佐世保を出港、9月13日に縣洞に到着した。
9月18日縣洞を出港、9月21日に同地に戻った。
9月26日縣洞を出港、翌27日に佐世保に帰国した。
1915年 (大正4年) 
2月11日馬公を出港、
5月7日馬公に帰国した。

### 喪失
1917年 (大正6年) 7月15日、「音羽」は第一特務艦隊に編入、
シンガポール方面派遣が決定した。
7月24日午前10時に横須賀を出港し佐世保に回航の途中、濃霧のため7月25日午前4時15分に三重県大王崎大王岩に座礁した。
死者はおらず、
翌26日午後1時38分に「津軽」が到着、
「津軽」のストリーム錨などを使って艦を固定、移動ポンプを使い排水を行うなどの救援活動を行った。
また「高崎」は職工らを乗船させ同日に横須賀を出港、「栗橋丸」も救援に向かい、
「栗橋丸」は26日、「高崎」は翌27日現地に到着して救援活動に加わった。
7月30日頃から台風のために天候が次第に悪化、
8月1日午後に波浪のために第2、第3煙突間付近で船体が切断、
午後5時に軍艦旗を降下し、艦長以下24名(計25名)の残留員は「音羽」から退艦した。
その後、船体後部は沈没、
前部と後部マストは約150メートルの距離になった。
これにより救難は不可能となり、兵器弾薬やその他の重要物件の引揚に作業を移行した。
8月10日に「栗橋丸」は現地から撤収、
翌11日に作業が終了し、
「高崎」も同日に現地から撤収、翌12日に横須賀に帰港した。
この事故に対する査問委員会が開かれ、9月21日に査定書が提出された。
この査定書で艦長と航海長に対して、艦を失った責任は免れず刑法第129条第2項(3年以下の禁固または1000円以下の罰金)に当たるが、突然の濃霧の来襲であり情状酌量の余地がある、と結論した。
同年12月1日に「音羽」は帝國軍艦籍から除かれ(除籍)、
艦艇類別等級表からも削除された。
残務整理は12月10日に終了した。
12月12日に売却の訓令が出され、
翌1918年 (大正7年) 6月12日に旧「音羽」は現状のままで211,000円で売却された。

## 艦長
※『日本海軍史』第9巻・第10巻の「将官履歴」及び『官報』に基づく。
- 有馬良橘 中佐：1904年5月24日 - 1905年6月14日
- 小花三吾 大佐：1905年6月14日 - 1905年12月12日
- 荒川規志 大佐：1905年12月12日 - 1907年7月1日
- 上村経吉 中佐：1907年7月1日 - 1908年5月15日
- 小栗孝三郎 大佐：1908年5月15日 - 1908年7月11日
- 笠間直 大佐：1908年7月11日 - 1908年12月10日
- 秋山真之大佐：1908年12月10日 - 1909年11月16日
- 榊原忠三郎 大佐：不詳 - 1910年10月26日
- 志摩猛 中佐：1910年10月26日 - 1911年12月1日
- 吉田清風 大佐：1911年12月1日 - 1912年12月1日
- 田代愛次郎 中佐：1913年2月8日 - 1914年1月24日
- 中川繁丑 大佐：1914年1月24日 - 1914年5月27日
- 金丸清緝 中佐：1914年5月27日 - 1914年12月1日
- 森本義寛 中佐：1914年12月1日 - 1915年6月30日
- 横尾義達 中佐：1915年6月30日[59] - 1915年12月13日
- 田尻唯二 大佐：1915年12月13日 - 1916年1月28日
- 大石正吉 大佐：1916年4月4日 - 1916年12月1日
- 大見丙子郎 大佐：1916年12月1日 - 1917年2月21日
- （兼）福田一郎 中佐：1917年2月21日 - 1917年5月1日
- 鈴木乙免 中佐：1917年5月1日 -

## 艦船符号

### 信号符字
- GQNM(1903年11月2日-)[60]